# Кровні узи
Кровні узи (англ. True Blood) — американський бойовик.

## Сюжет
Ватажок молодіжної банди Рей Трублад переміг ватажка іншої банди на прізвисько Павук, залишивши відмітини на його обличчі на все життя. Але той застрелив одного з поліцейських які під'їхали до місця сутички, і вийшло так, що у вбивстві звинуватили Рея. Йому довелося бігти, залишивши свого молодшого брата Донні. Через 10 років Рей повертається, послуживши в морській піхоті. І що ж чекає його після повернення? Брат, якого він мріяв розшукати, тепер один з банди Павука. Рей хоче жити чесно, працювати і повернути людину, пов'язану з ним кровними узами.

## У ролях
- Джефф Фейгі — Реймонд Трублад
- Чад Лоу — Донні Трублад
- Шерилін Фенн — Дженніфер Скотт
- Джеймс Толкан — детектив Джозеф Генлі
- Кен Форі — детектив Чарлі Гейтс
- Біллі Драго — Біллі «Павук» Мастерс
- Броді Грір — детектив Тоні Вільямс
- Джон Кеподіс — Франк Сантос
- Леон Еддісон Браун — Роач
- Стенлі Перрімен — Блейд
- Еверетт Мендес III — Боббі Гейнс
- Шоун О'Ніл — Вуді Маккеффрі
- Джеффрі Вон  — Джиммі Мак